# Saurauia adenodonta
Saurauia adenodonta är en tvåhjärtbladig växtart som beskrevs av Herman Otto Sleumer. Saurauia adenodonta ingår i släktet Saurauia och familjen Actinidiaceae. Inga underarter finns listade i Catalogue of Life.